# Женская сборная Чехии по гандболу
Женская сборная Чехии по гандболу — национальная сборная Чехии, выступающая на чемпионатах Европы и мира по гандболу среди женщин. Управляется Федерацией гандбола Чехии. Участники восьми чемпионатов мира и семи чемпионатов Европы по гандболу среди женских команд.

## Результаты

### Чемпионаты мира
- 1995 — 13-е — 16-е места
- 1997 — 13-е место
- 1999 — 19-е место
- 2003 — 15-е место
- 2013 — 15-е место
- 2017 — 8-е место
- 2021 — 19-е место
- 2023 — 8-е место

### Чемпионаты Европы
- 1994 — 8-е место
- 2002 — 8-е место
- 2004 — 15-е место
- 2012 — 12-е место
- 2016 — 10-е место
- 2018 — 15-е место
- 2020 — 15-е место
- 2024 — 15-е место